# Olga Zubowa
Olga Zubowa (ur. 9 grudnia 1993 w Gaju) – rosyjska sztangistka, mistrzyni świata i Europy, złota medalistka igrzysk olimpijskich młodzieży.
Podczas mistrzostw świata kadetów w Chiang Mai (2009) zdobyła złoty medal w kategorii do 69 kilogramów. W kategorii do 75 kilogramów zdobyła złoty medal mistrzostw Europy w Antalyi (2012).
22 kwietnia 2014 odebrano jej złoty medal mistrzostw świata (2013) za stosowanie dopingu i automatycznie została zawieszona do 25 października 2015  roku.

## Osiągnięcia
| Rok  | Zawody                         | Miasto     | Miejsce | Kategoria | Wynik  |
| ---- | ------------------------------ | ---------- | ------- | --------- | ------ |
| 2009 | Mistrzostwa świata kadetów     | Chiang Mai | 1.      | 69 kg     | 217 kg |
| 2010 | Igrzyska olimpijskie młodzieży | Singapur   | 1.      | +63 kg    | 251 kg |
| 2010 | Mistrzostwa świata             | Antalya    | 10.     | 69 kg     | 223 kg |
| 2012 | Mistrzostwa Europy             | Antalya    | 1.      | 75 kg     | 265 kg |
| 2013 | Mistrzostwa świata             | Wrocław    | 1.      | 75 kg     | 282 kg |